# Canberra United
Der Canberra United Football Club, bekannt als Canberra United, ist ein australischer Frauenfußballverein aus Canberra. Die erste Mannschaft der Frauen spielt in der höchsten Spielklasse Australiens, der W-League. Der Verein wurde im Jahr 2008 gegründet und ist der einzige Club der W-League ohne eine entsprechende Profi-Männermannschaft in der australischen A-League.
In der Saison 2011/12 konnte der Verein seine erste Meisterschaft gewinnen.

## Geschichte

### 2008 – Gründungsjahr
Zur Weiterentwicklung des Frauenfußballs gründete der australische Fußballdachverband im Jahr 2008 die erste Frauenfußball-Profiliga des Landes. Sieben der acht Gründungsmitglieder waren etablierte Vereine der Männer-Profiliga (A-League) mit ihren jeweiligen Frauenteams. Im gleichen Jahr gründete sich der Canberra United FC als eigenständiger Frauenfußballverein und trat als achtes Gründungsmitglied der neuen Liga bei. Erster Trainer des Vereins war der ehemalige australische Nationalspieler Robbie Hooker.

### 2008/09 – Erste Saison
In der ersten Saison der W-League konnte das Team den dritten Ligaplatz erspielen und als eine der besten vier Mannschaften in die Play-off-Runde einziehen. Nach einem Sieg (0:1) in dem Halbfinale gegen die Newcastle Jets, unterlag Canberra United im Grand Final gegen die Queensland Roar bei einem Endstand von 2:0 und verpasste somit den Meisterschaftssieg knapp.

### 2009 – Zweite Saison
Im Vorfeld der Saison 2009 kam es zu einem Trainerwechsel bei Canberra United. Robbie Hooker wechselt in das Management des Vereins und wurde durch Ray Junna als Cheftrainer ersetzt. Mit vielen neuen Spielerinnen erreichte das Team den vierten Tabellenplatz am Ende der Saison und zog erneut in die Playoffs ein. Dort verlor der Verein jedoch mit 3:0 im Halbfinale gegen den Sydney FC.

### 2010/11 – Dritte Saison
An der dritten Spielzeit der W-League nahmen nur sieben Teams teil, nachdem die Central Coast Mariners Mitte 2010 die Liga verlassen hatten.
Canberra United konnte die australische Spielerin des Jahres Michelle Heyman verpflichten. Unter Cheftrainer Junna gelang erneut der Einzug als Tabellendritter in die Playoffs. Wie im Jahr zuvor verlor das Team im Halbfinale. Nach einem 2:2 n. V. unterlag man dem Brisbane Roar im Elfmeterschießen mit 4:2.

### 2011/12 – Vierte Saison
Vor Beginn der Saison 2011/12 verließ Trainer Ray Junna das Team. Canberra United verpflichtete die ehemalige tschechische Nationalspielerin Jitka Klimková als erste weibliche Trainerin des Vereins. Die neue Trainerin führte das Team an die Tabellenspitze und zum ersten Sieg der W-League Premiership. Damit zog das Team in die Playoffs ein. Im Halbfinale gelang ein 1:0-Sieg gegen Melbourne Victory. Am 28. Januar 2012 spielte der Verein im Grand Final gegen Brisbane Roar. Im eigenen Stadion, dem McKellar Park, konnte das Team mit einem 3:2-Sieg die erste Meisterschaft für den Verein gewinnen.

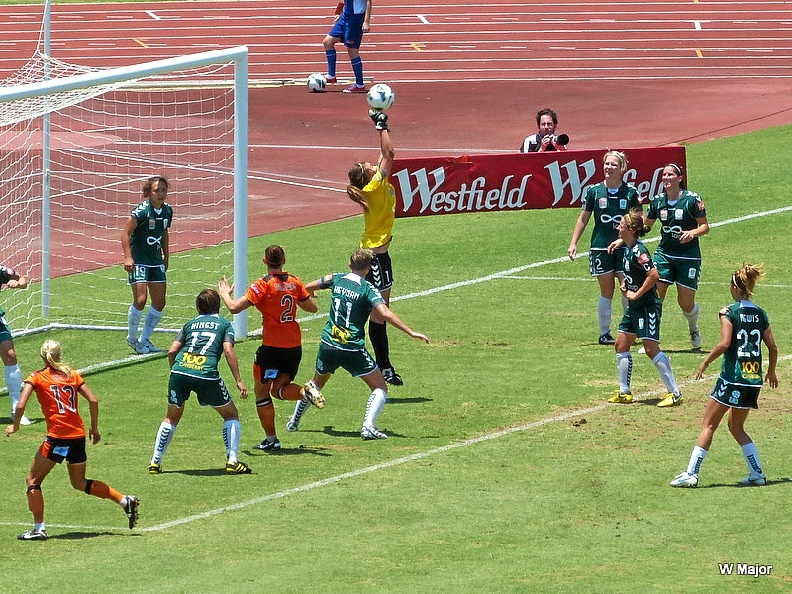
Canberra United gegen Brisbane Roar (Saison 2012/13)

### 2012/13 – Fünfte Saison
Nach dem Meisterschaftstitel im Vorjahr verpflichtete der Verein die ehemalige deutsche Nationalspielerin Ariane Hingst vom W-League-Konkurrenten Newcastle United Jets. Canberra United erreichte in der Saison 2012/13 nur den fünften Tabellenplatz und verpasste erstmals den Einzug in die Playoffs.

### 2013/14 – Sechste Saison
Mit der Saison 2013/14 wurde Jitka Klimková als Trainerin ersetzt. Der Verein verpflichtete die ehemalige Fußballspielerin der niederländischen Nationalmannschaft und des deutschen Bundesligisten FFC Heike Rheine, Liesbeth Migchelsen, als neue Trainerin. Ariane Hingst verließ den Verein mit Vertragsablauf im September 2013. Am Ende der Saison erreichte Canberra United den ersten Tabellenplatz, gewann damit die W-League-Premiership und zog in die Play-offs ein. Im Halbfinale unterlag das Team 1:2 gegen die Brisbane Roar Women und verpasste somit den Einzug ins Finale.

### 2014 – Siebente Saison
Mit sechs Siegen, zwei Unentschieden und vier Niederlagen zog das Team als Tabellendritter zum Ende der Saison in die Playoffs ein. Im Halbfinal traf Canberra United auf den Melbourne Victory. Nach einem 0:0 nach Verlängerung entschied Canberra United das Spiel mit 5:4 im Elfmeterschießen für sich und zog ins Finale ein. Im Grand Final spielte die Mannschaft gegen den Perth Glory FC und gewann das Spiel mit 3:1. Damit wurde das Team zum zweiten Mal, nach dem Double in der Saison 2011/12, W-League Champion und zog mit den bisherigen Rekordmeistern, Sydney FC Women und Brisbane Roar Women, gleich.